# Rigidoporus subpileatus
Rigidoporus subpileatus är en svampart som beskrevs av Corner 1987. Rigidoporus subpileatus ingår i släktet Rigidoporus och familjen Meripilaceae.   Inga underarter finns listade i Catalogue of Life.